# Josue Mohy
Aurelien Josue Mohy, né le 3 mai 1990 à Abidjan, est un footballeur ivoirien évoluant au poste de défenseur central au Al Kharaitiyat Sports Club

## Biographie
Ayant commencé le football dans son pays natal en Côte d'Ivoire, il joue dans plusieurs championnats en Guinée, en Tunisie, et à Bahreïn, avant d'être transféré dans le club marocain de l'Ittihad de Tanger en juillet 2018.